# Nürnberger Versicherungscup 2014
La Nürnberger Versicherungscup 2014 è stato un torneo di tennis giocato all'aperto sulla terra rossa. È la 2ª edizione del Nürnberger Versicherungscup, che fa parte della categoria International nell'ambito del WTA Tour 2014. Si è giocato al Tennis Club 1. FCN Seit 1924 a Norimberga, dal 18 al 24 maggio 2014.

## Partecipanti

### Teste di serie
| Nazionalità | Giocatrice        | Ranking* | Testa di serie |
| ----------- | ----------------- | -------- | -------------- |
| Germania    | Angelique Kerber  | 9        | 1              |
| Canada      | Eugenie Bouchard  | 20       | 2              |
| Rep. Ceca   | Klára Koukalová   | 30       | 3              |
| Ucraina     | Elina Svitolina   | 38       | 4              |
| Austria     | Yvonne Meusburger | 40       | 5              |
| Giappone    | Kurumi Nara       | 45       | 6              |
| Francia     | Caroline Garcia   | 46       | 7              |
| Germania    | Annika Beck       | 48       | 8              |

* Ranking al 12 maggio 2014.

### Altre partecipanti
Giocatrici che hanno ricevuto una wildcard per il tabellone principale:
- Anna-Lena Friedsam
- Antonia Lottner
- Lisa-Maria Moser

Giocatrici passate dalle qualificazioni:

- Beatriz García Vidagany
- Julia Glushko
- Anastasija Rodionova
- Nina Zander

## Campionesse

### Singolare
Eugenie Bouchard ha sconfitto in finale  Karolína Plíšková per 6-2, 4-6, 6-3.
- È il primo titolo in carriera per la Bouchard.

### Doppio
Michaëlla Krajicek /  Karolína Plíšková hanno sconfitto in finale  Ioana Raluca Olaru /  Shahar Peer per 6-0, 4-6, [10-6].